# Helvella
Helvella Carl von Linné,  1753) a încrengăturii Ascomycota, din ordinul Pezizales și în familia Helvellaceae este un gen de ciuperci cu, conform filogeneticii moleculare moderne, global peste 120 de specii și variații (în Europa mai puține) restrâns comestibil sau ușor otrăvitoare. Ciupercile cresc în România, Basarabia și Bucovina de Nord din (mai) iunie până în octombrie (noiembrie) în și pe lângă păduri de foioase și de conifere, preferat pe soluri mai sărace, nisipoase, silicoase sau alcaline, dar în primul rând mai umede. Numele generic este derivat din cuvântul (la helvella=de=isabellfarben, adică bej ca cafeaua cu lapte). Tipul de specie este Helvella crispa (mitra tomnatică).

## Descriere

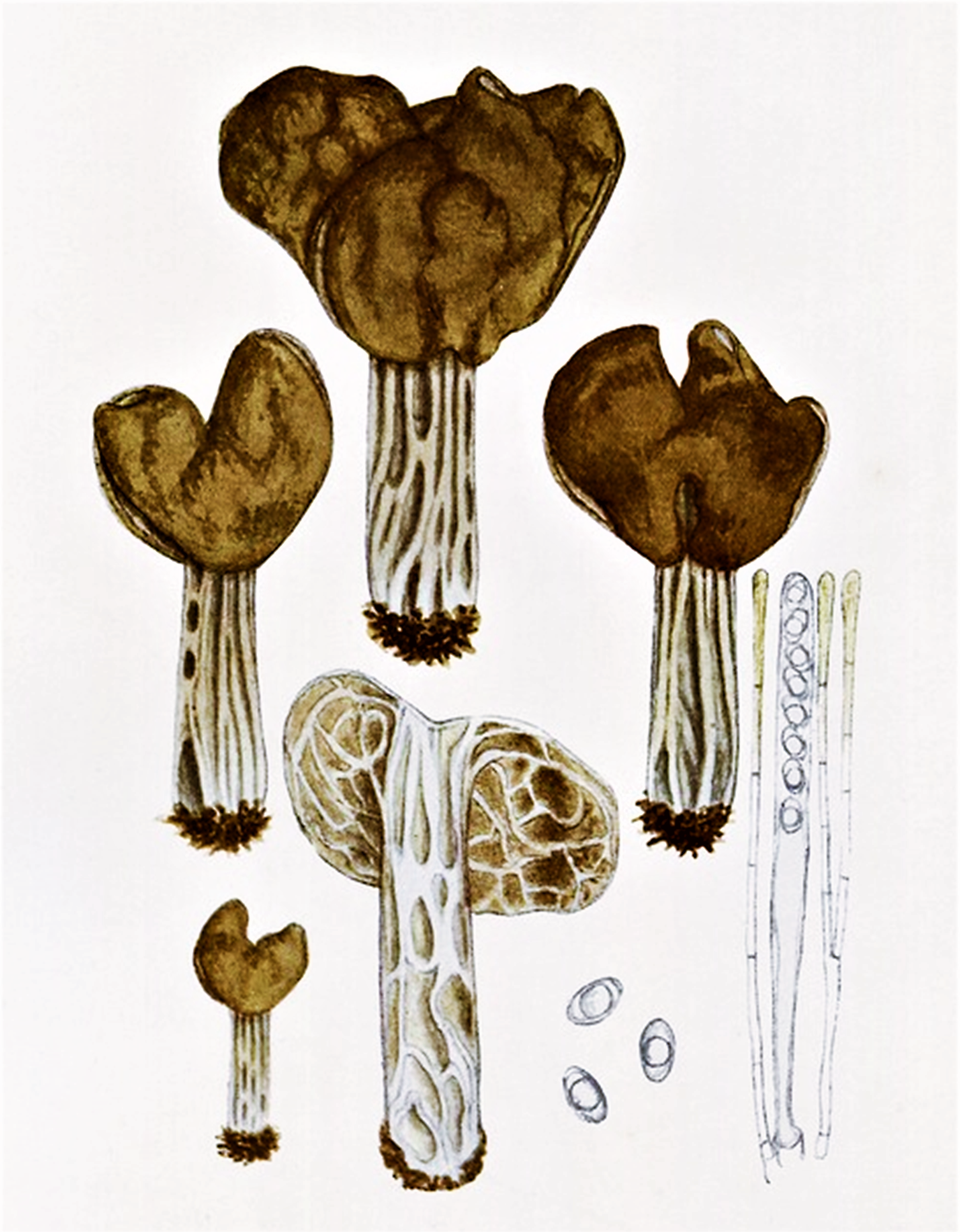
Bres.: Helvella fusca

- Corpul fructifer: este structurat în pălărie și tulpină, de obicei subțire, fragil și friabil. Partea exterioară este sterilă, iar cea inferioară prezintă un strat de acoperire fertil. Forma pălăriei poate fi în formă de ceașcă, de șa cu 2-4 lobi și marginea răsucită în jos sau de mitră. Coloritul variază între alb de fildeș și brun-negricios, partea inferioară fiind mereu mai deschisă (în afară de speciile albicioase).
- Sporii: sunt rânduiți câte 8 în asce, fiind eliptici, netezi sau punctați și umpluți cu o picătură uleioasă mare precum uneori cu câte una mai mică la poli în plus. ascele sunt amiloidoze (ce înseamnă colorabilitatea structurilor tisulare folosind reactivi de iod).
- Piciorul: este mai gros la bază și subțiat spre vârf, mereu elastic care poate fi mai gros, atunci profund brăzdat, cu riduri adânci longitudinale, coaste ascuțite și în părți găurit sau mai subțire și mai mult sau mai puțin neted adesea presărat cu gropițe mici la bază. Pe dinăuntru se prezintă la aproape toate soiurile gol și multicameral. Coloritul este ori de culoarea pălăriei, ori mai deschis ca ea.
- Carnea: este preponderent albicioasă până gri deschis, destul de subțire și friabilă în pălărie, dar mai tare și elastică în picior. Mirosul este la multe specii aromatic și gustul plăcut.
- Reacții chimice: Ascele se colorează cu reactivi de iod (vezi mai sus).[4][6][7]

## Confuzi
Sub numele românesc de „zbârciog” se tratează aproape mereu patru mari genuri de ciuperci: Gyromitra, Helvella, Morchella și Verpa. Între primele două se găsesc multe specii otrăvitoare ori numai restrâns comestibile, pe când cele două din urmă sunt comestibile. Cu toate că cele patru genuri sunt goale pe interior, ele pot fi deosebite destul de ușor: Morchella și Verpa sunt unicamerale, pe când Gyromitra și Helvella sunt multicamerale, prezentând o încrengătură de goluri în interiorul lor.

## Specii ale genului (selecție)
Catalogue of Life listează actual (24 septembrie 2018) 122 de specii Helvella. O selecție se poate citi mai jos (E=cresc și în Europa).
| - Helvella acetabulum, E - Helvella adhaerens - Helvella aestivalis, E - Helvella affinis - Helvella agaricoides - Helvella albella, E - Helvella albipes, E - Helvella arcto-alpina - Helvella astieri - Helvella aterrima - Helvella atra, E - Helvella beatonii - Helvella branzeziana, E - Helvella brevis, E - Helvella brevissima - Helvella bulbosa - Helvella capucina, E - Helvella capucinoides, E - Helvella chinensis - Helvella cinerella - Helvella compressa, E | - Helvella confusa, E - Helvella connivens - Helvella constricta, E - Helvella corbierei, E - Helvella corium, E - Helvella costifera, E - Helvella crassitunicata - Helvella crispa, E - Helvella cupuliformis, E - Helvella dissingi - Helvella dovrensis, E - Helvella dryophila, E - Helvella dura - Helvella elastica, E - Helvella engleriana - Helvella ephippioides - Helvella ephippium, E - Helvella faulknerae - Helvella favrei - Helvella flavida | - Helvella foetida - Helvella fuegiana - Helvella fusca, E - Helvella galeriformis - Helvella glutinosa - Helvella griseoalba - Helvella hegani - Helvella helvellula, E - Helvella hyperborea - Helvella iuniperi, E - Helvella javanica - Helvella jilinensis - Helvella jimsarica - Helvella lactea, E - Helvella lacunosa, E - Helvella latispora, E - Helvella leucomelaena E - Helvella leucopus - Helvella macropus, E - Helvella maculata - Helvella maroccana | - Helvella menzeliana - Helvella mesatlantica - Helvella minor - Helvella monachella, E - Helvella oblongispora, E - Helvella pallidula - Helvella papuensis - Helvella paraphysitorquata - Helvella pedunculata - Helvella pezizoides, E - Helvella philonotis - Helvella phlebophora, E - Helvella pileata - Helvella platycephala - Helvella platypodia - Helvella pocillum - Helvella pulchra - Helvella quadrisulca - Helvella queletiana, E - Helvella queletii, E | - Helvella rivularis, E - Helvella robusta - Helvella rossica - Helvella schaefferi, E - Helvella scrobiculata - Helvella semiobruta - Helvella sinensis - Helvella solida, E - Helvella solitaria - Helvella spadicea, E - Helvella subfusispora - Helvella subglabra - Helvella ulvinenii - Helvella umbraculiformis - Helvella underwoodii - Helvella unicolor - Helvella vacini - Helvella verruculosa - Helvella vespertina, E - Helvella xinjiangensis |

## Specia Helvella în imagini (selecție)

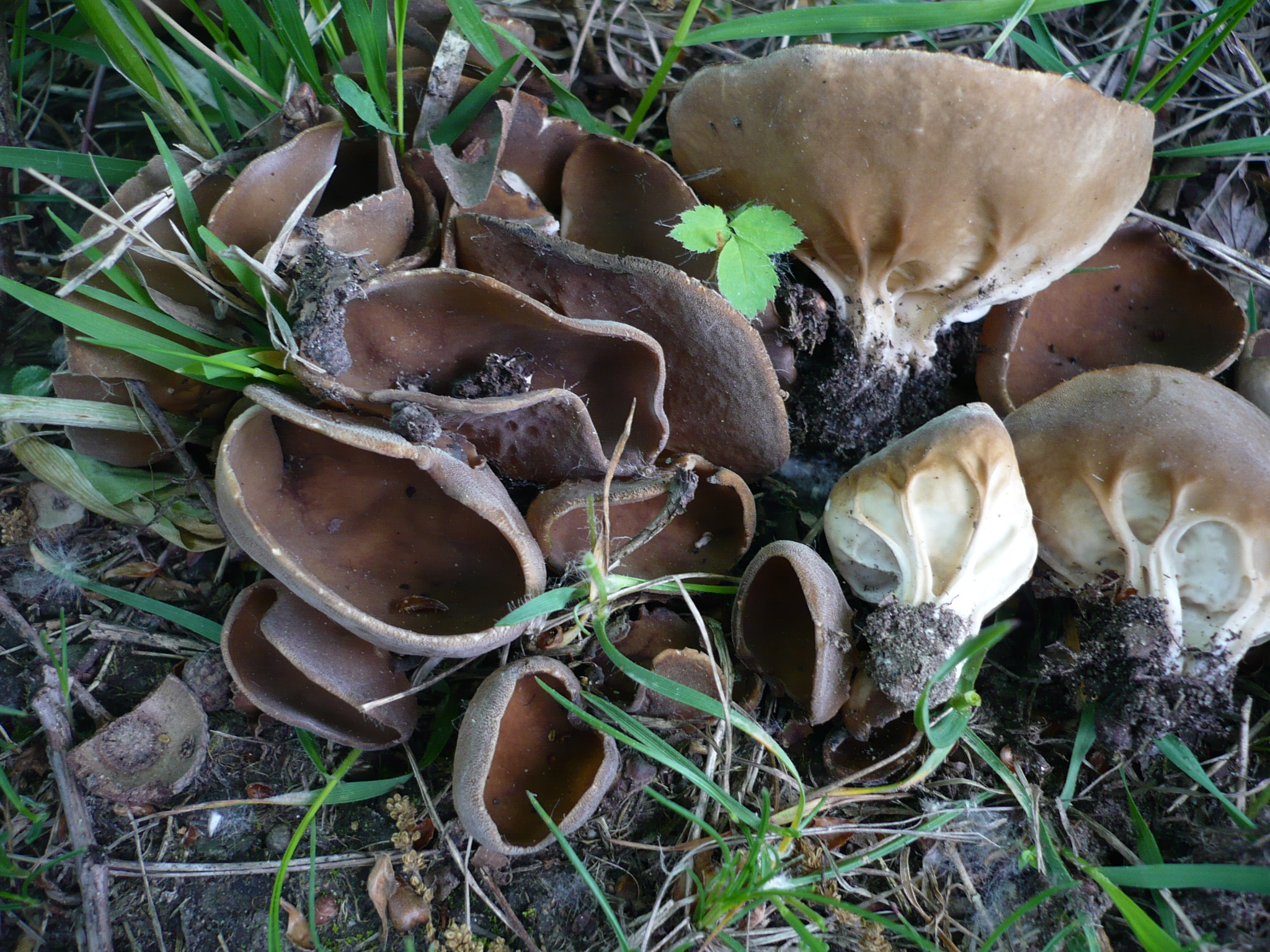
Helvella acetabulum
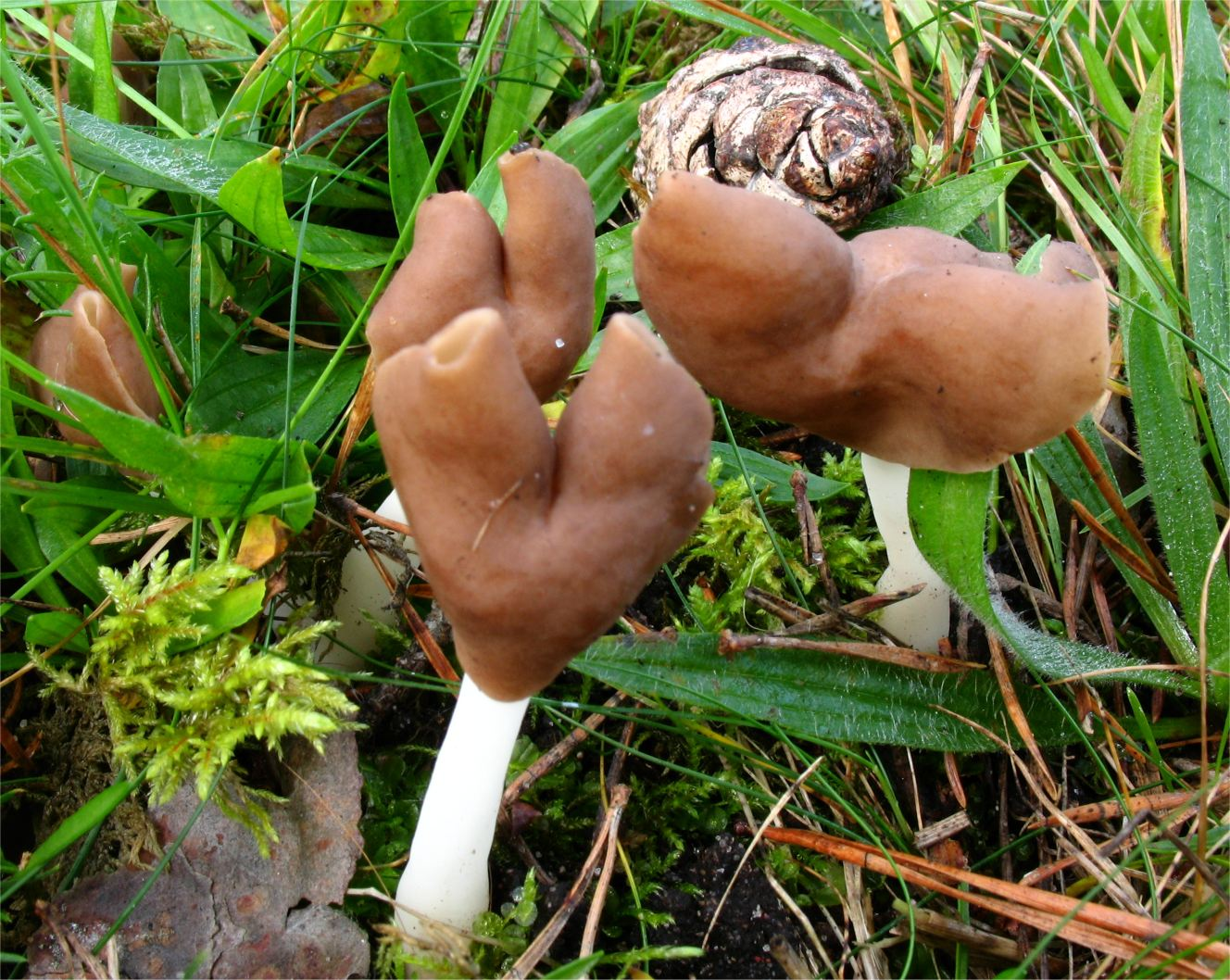
Helvella albella
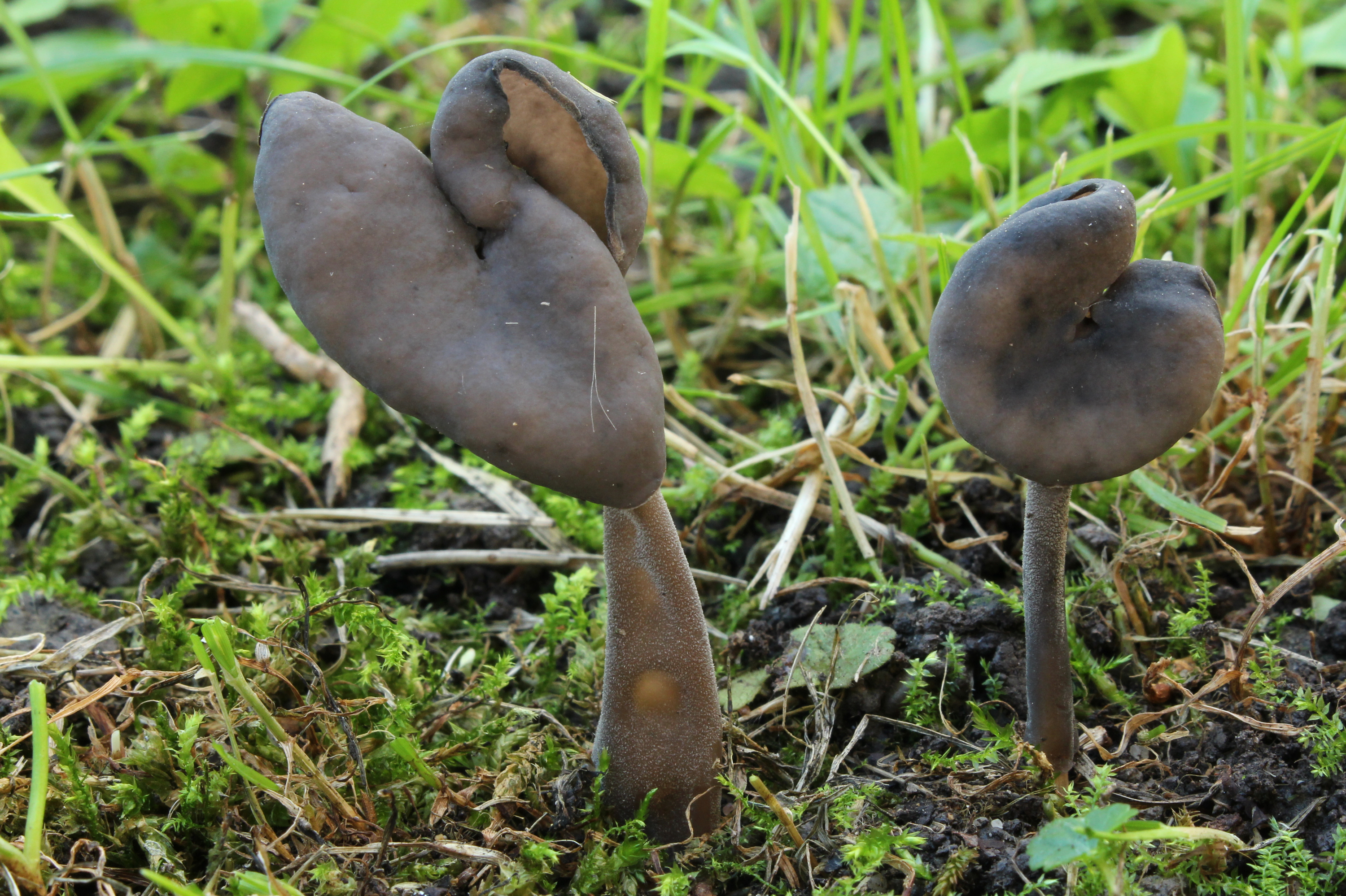
Helvella atra
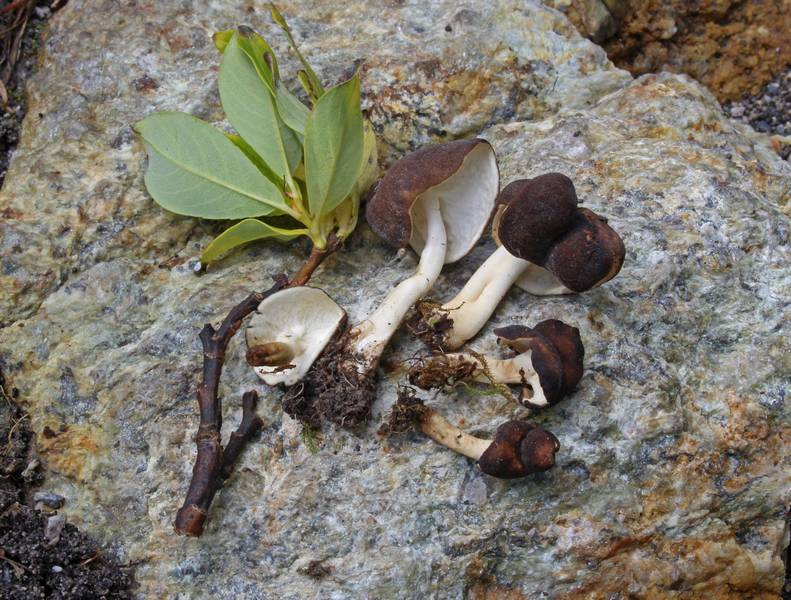
Helvella capucina
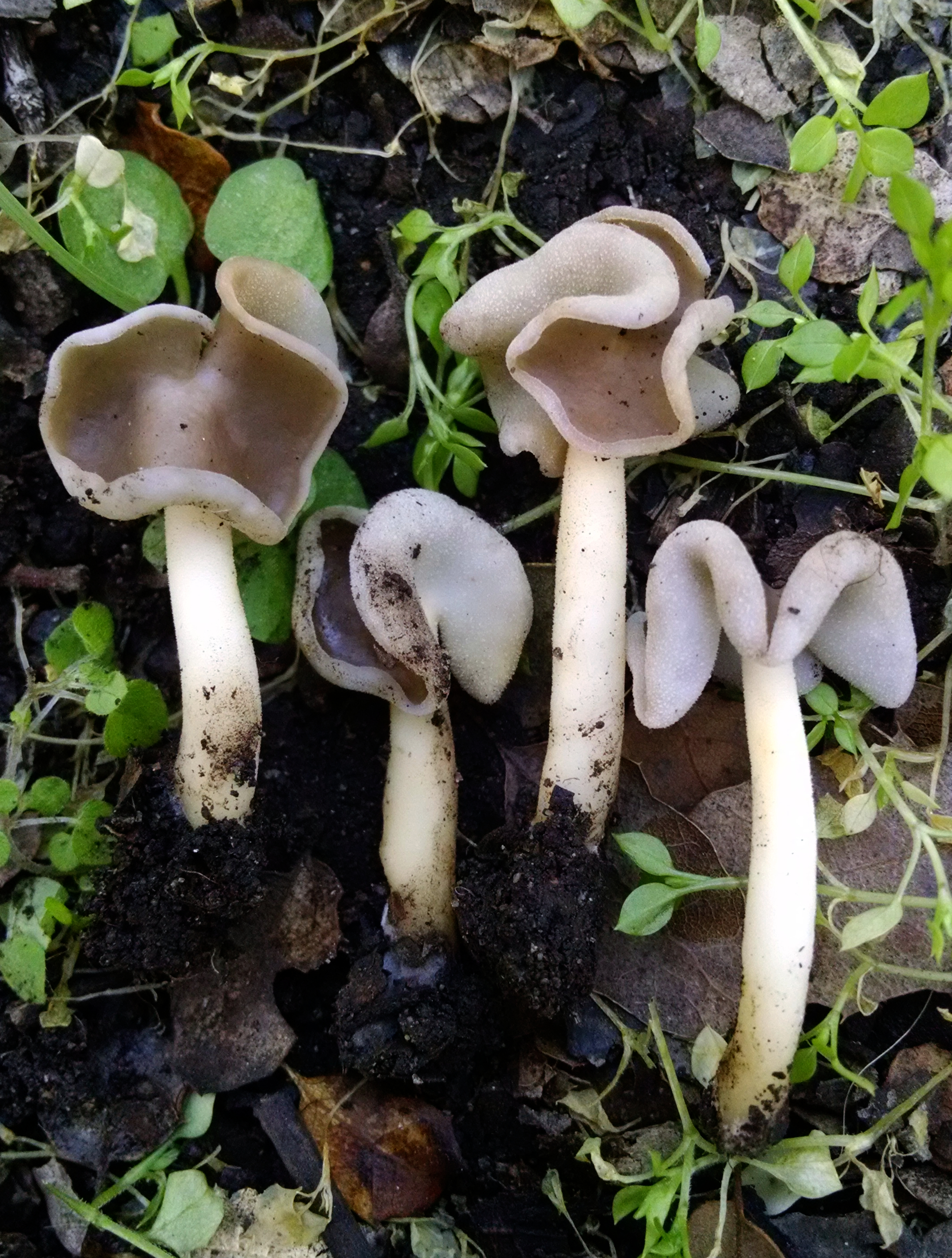
Helvella compressa
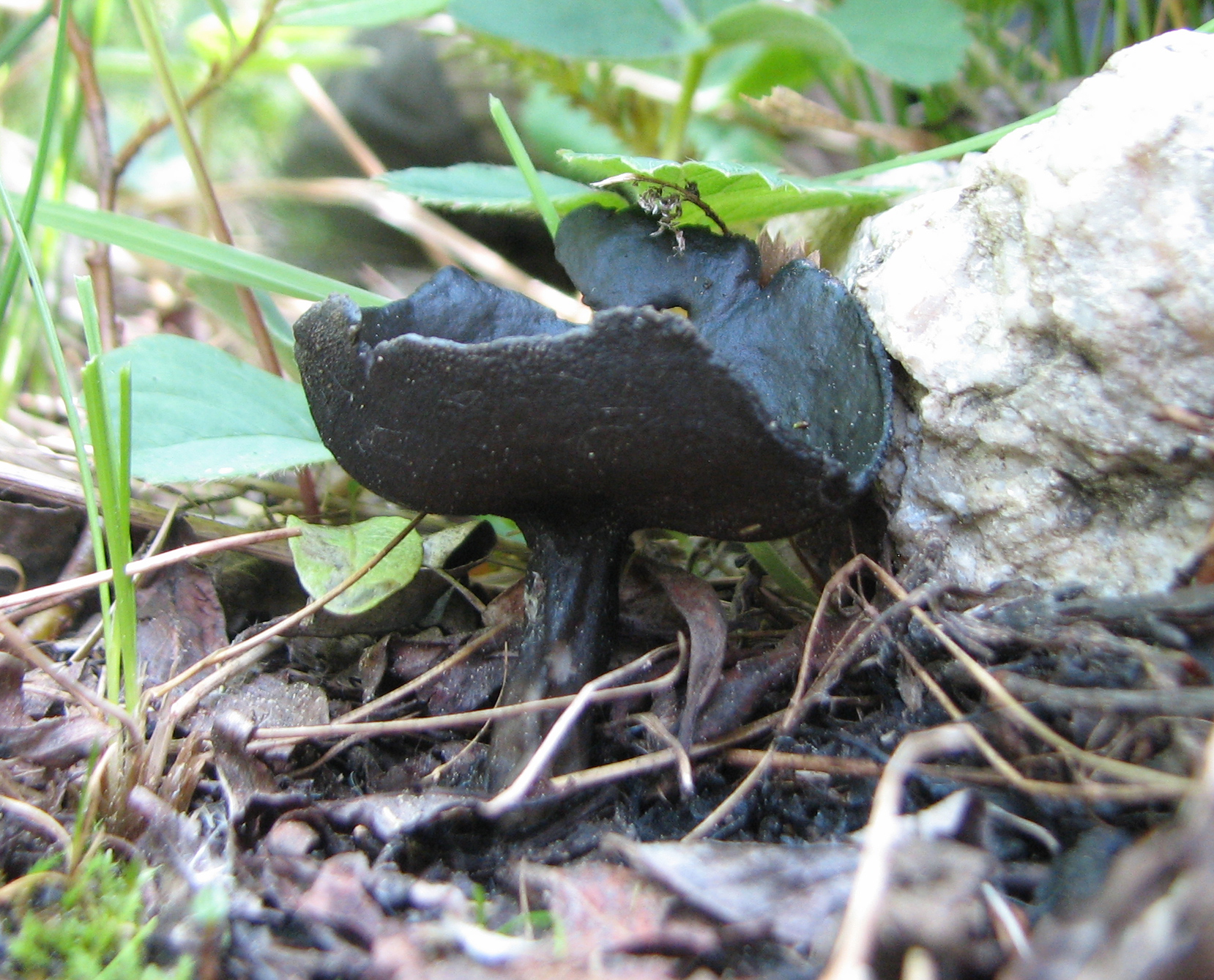
Helvella corium
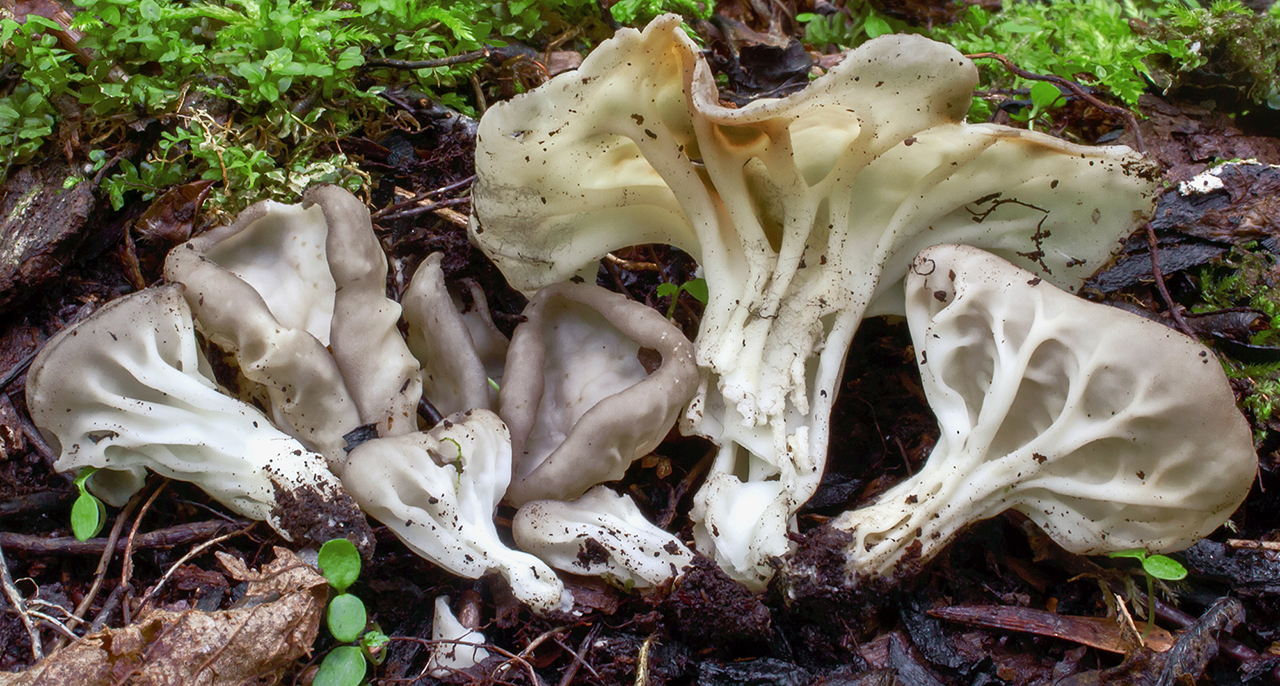
Helvella costifera
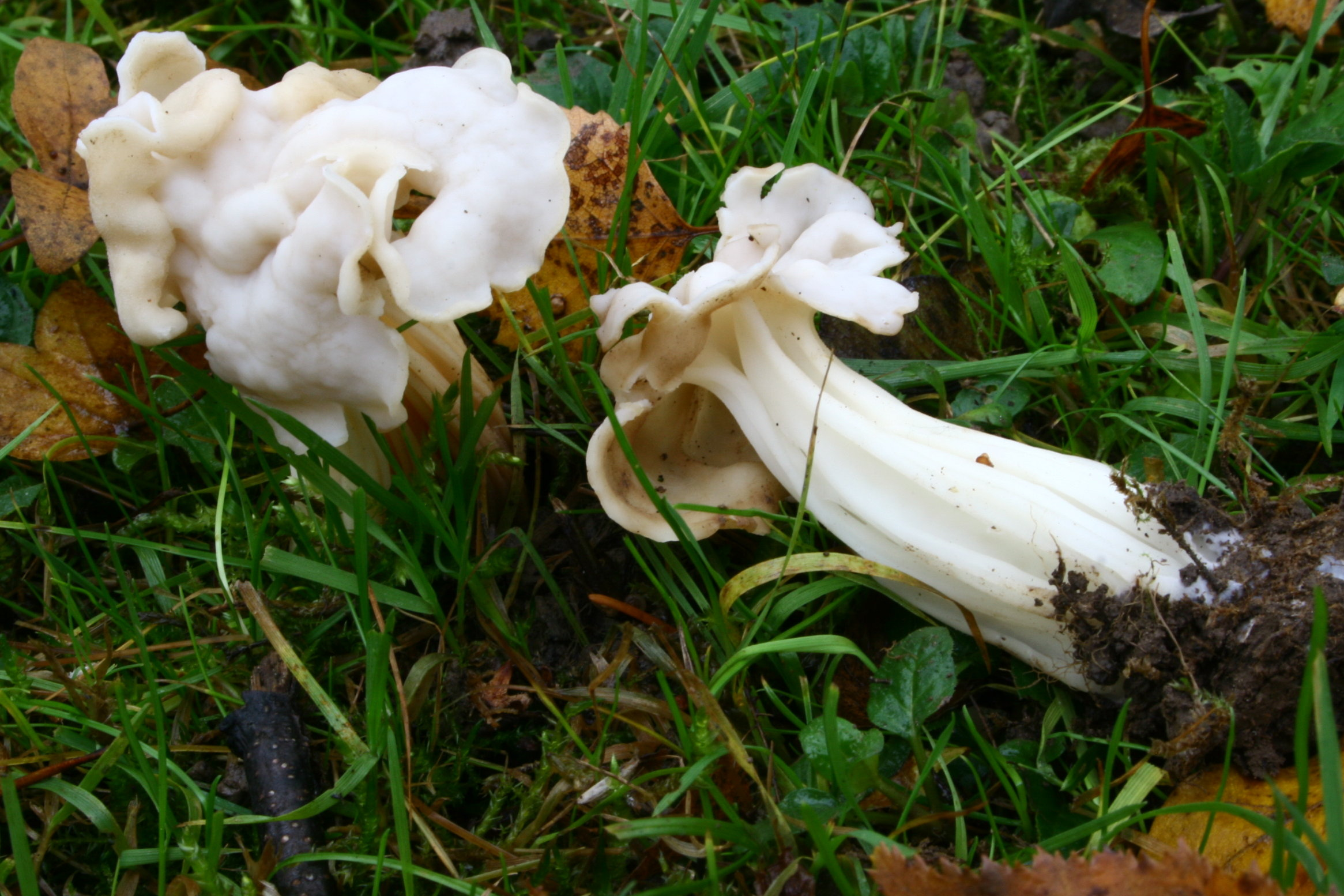
Helvella crispa
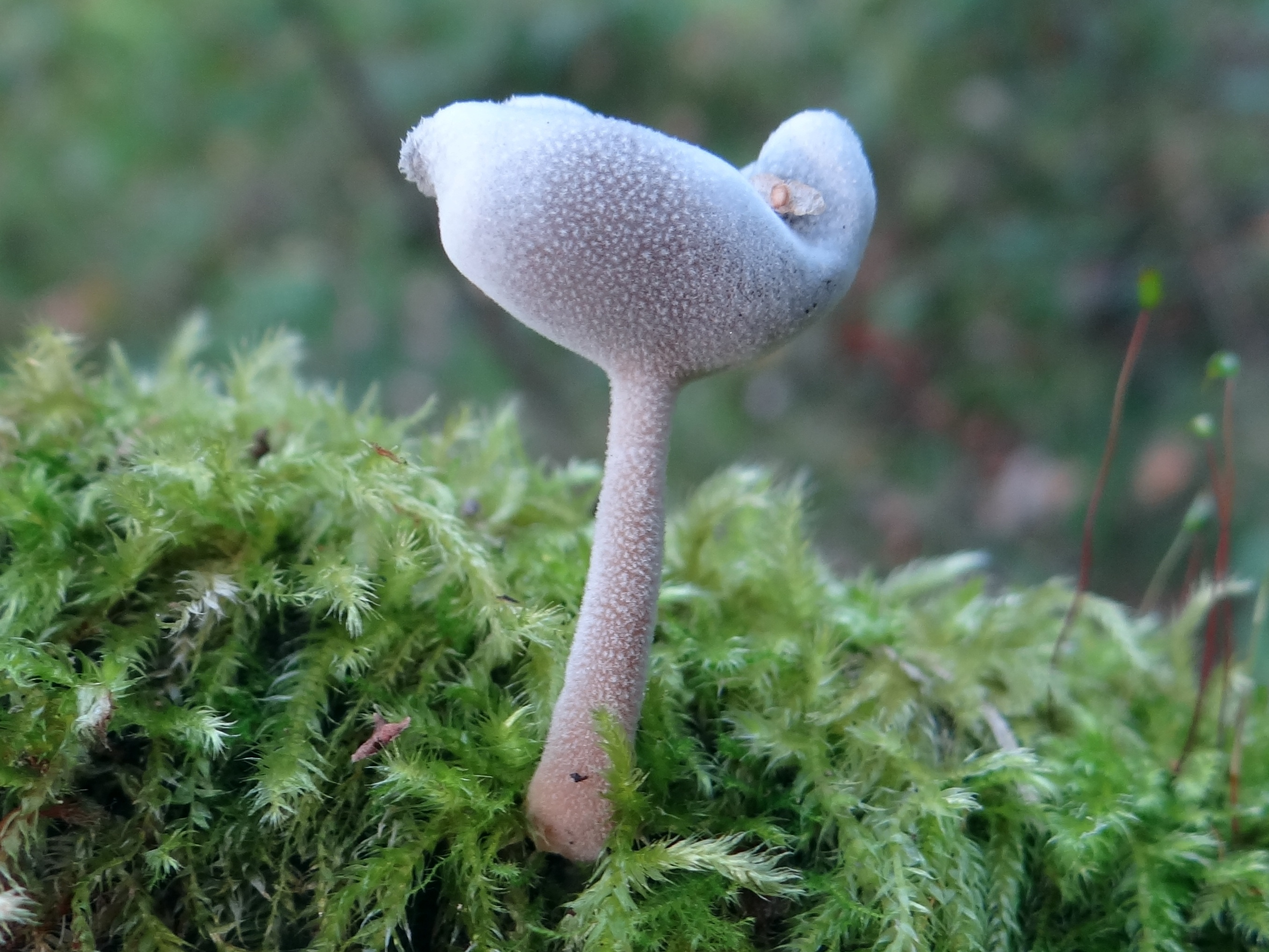
Helvella cupuliformis

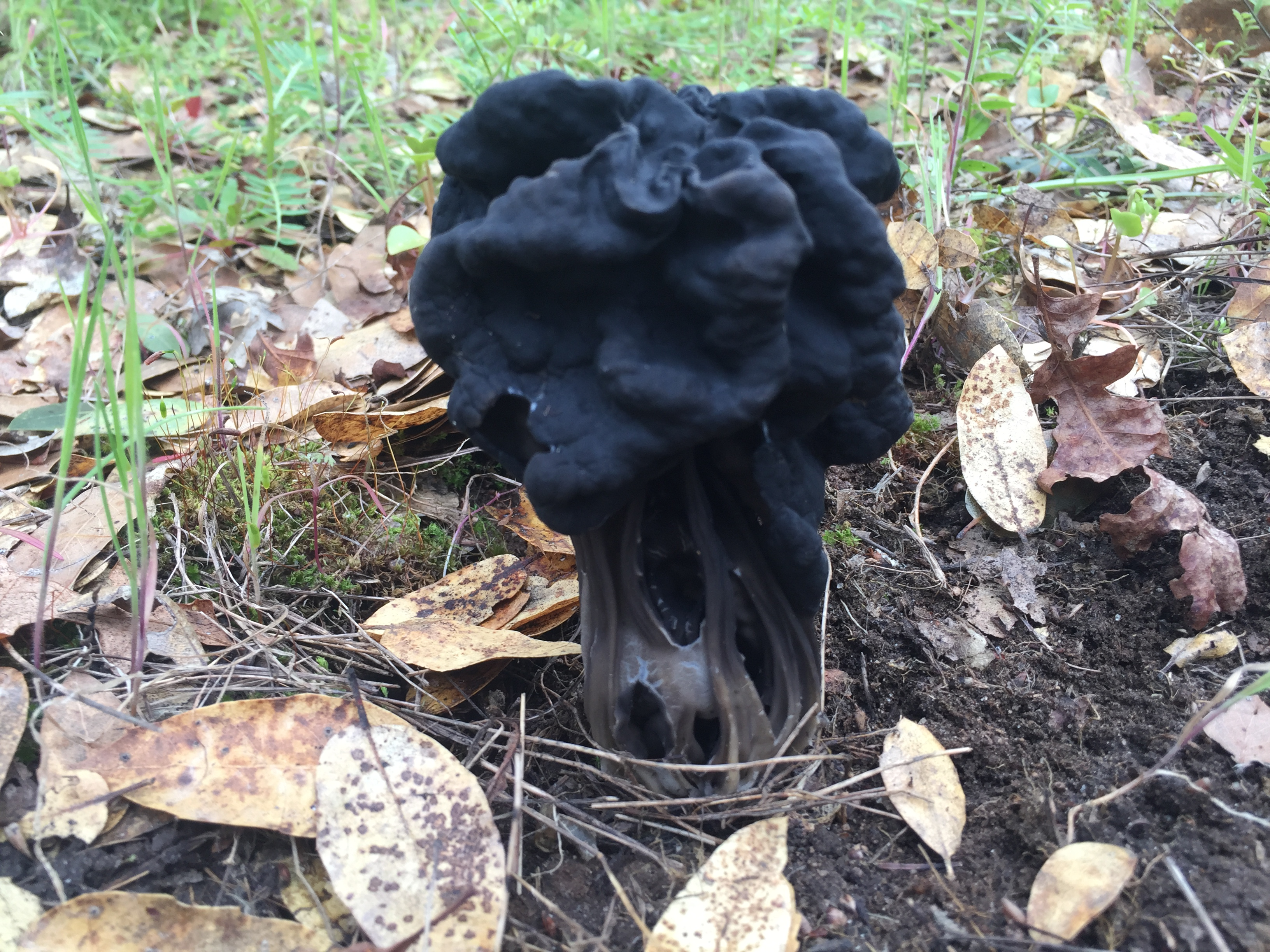
Helvella dryophila
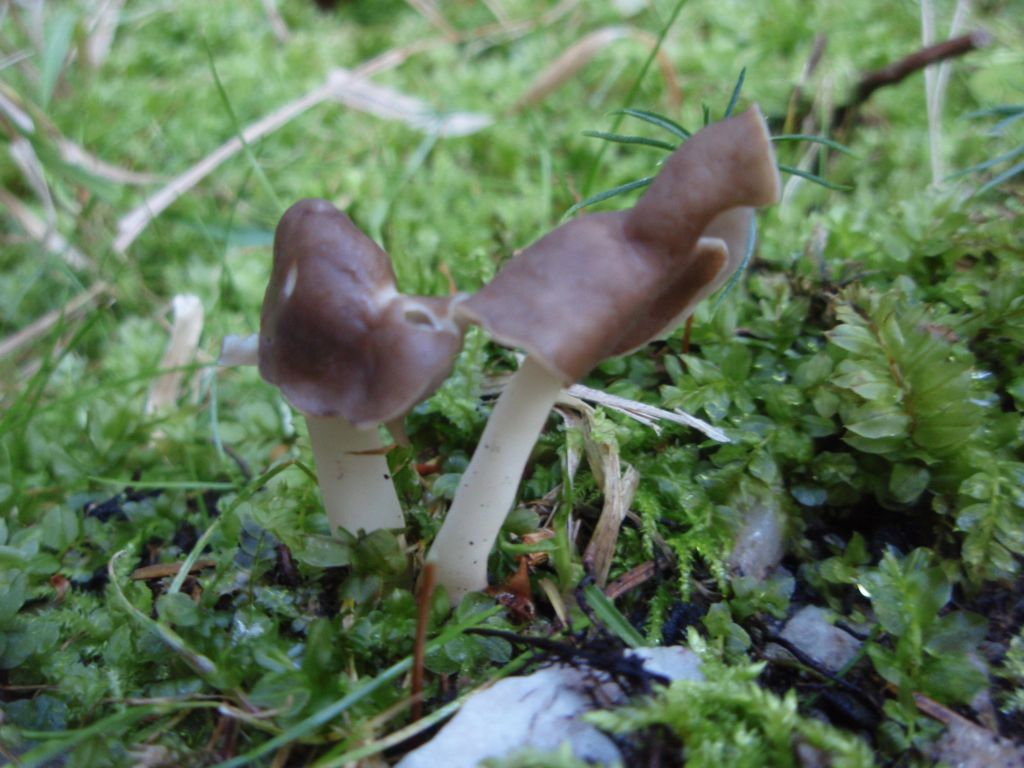
Helvella elastica
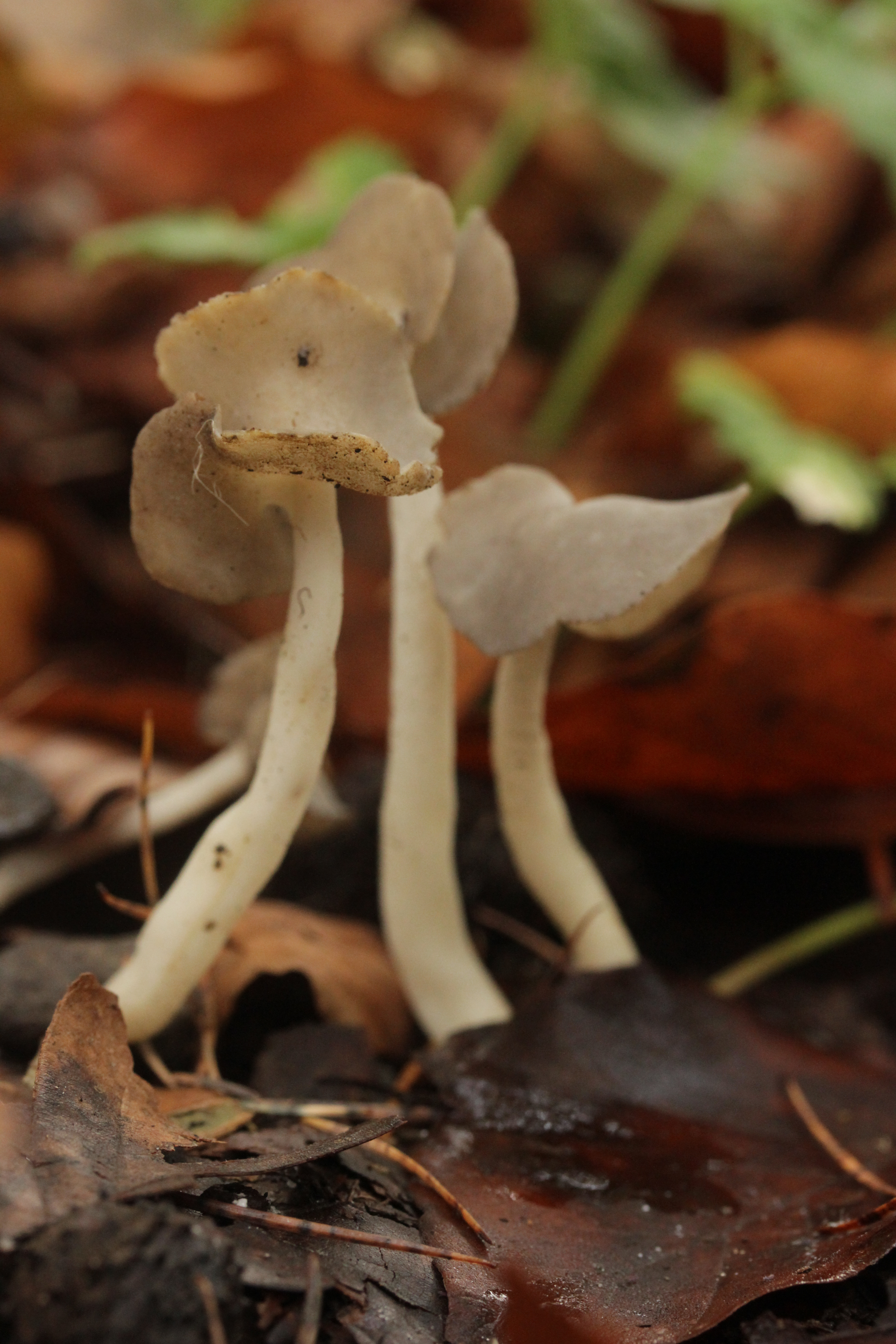
Helvella ephippium
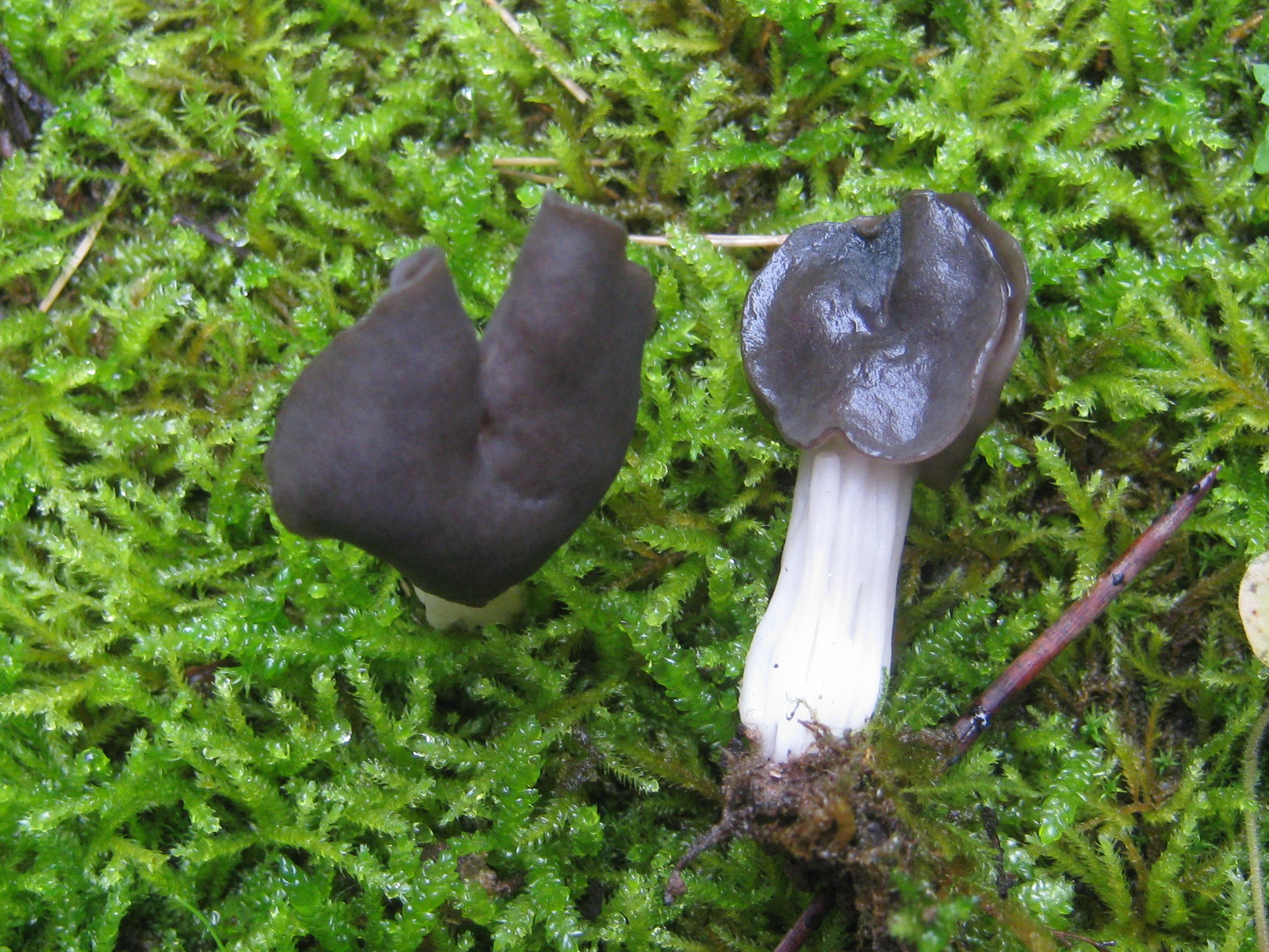
Helvella fusca
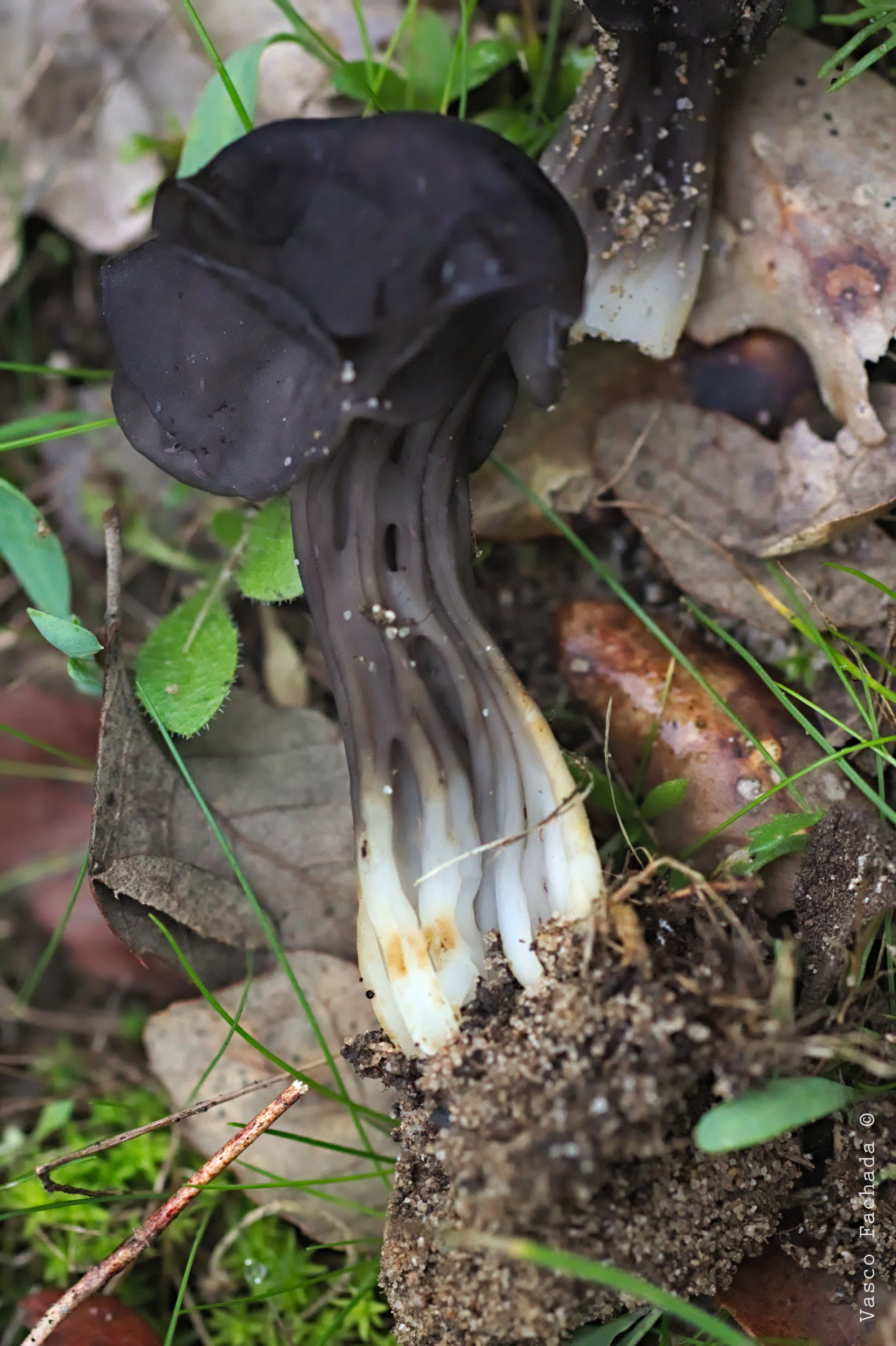
Helvella juniperi
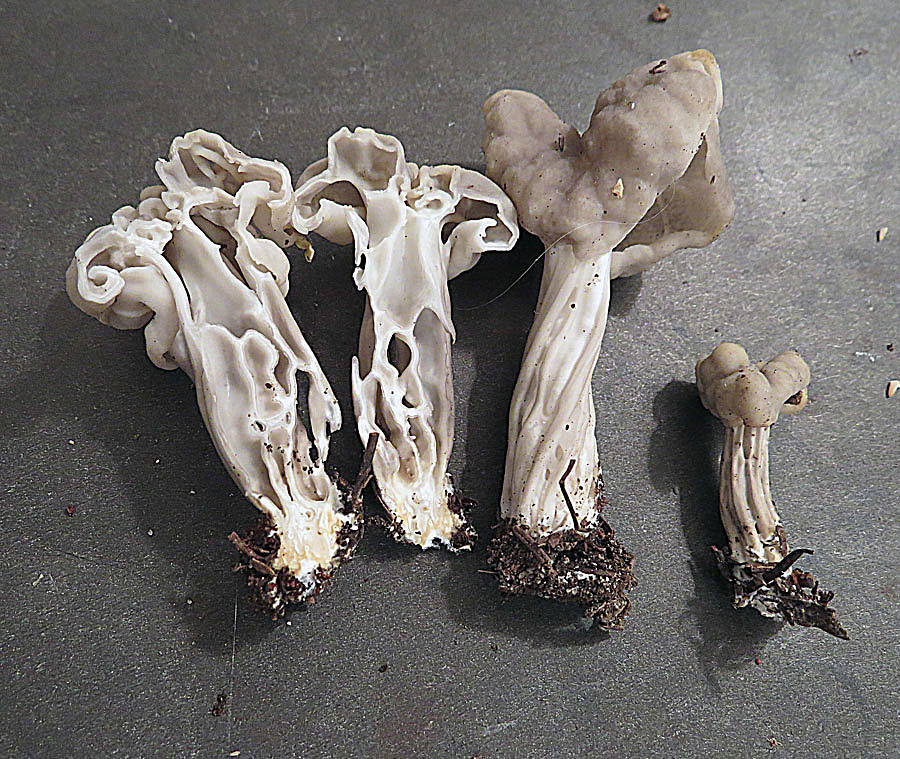
Helvella lactea
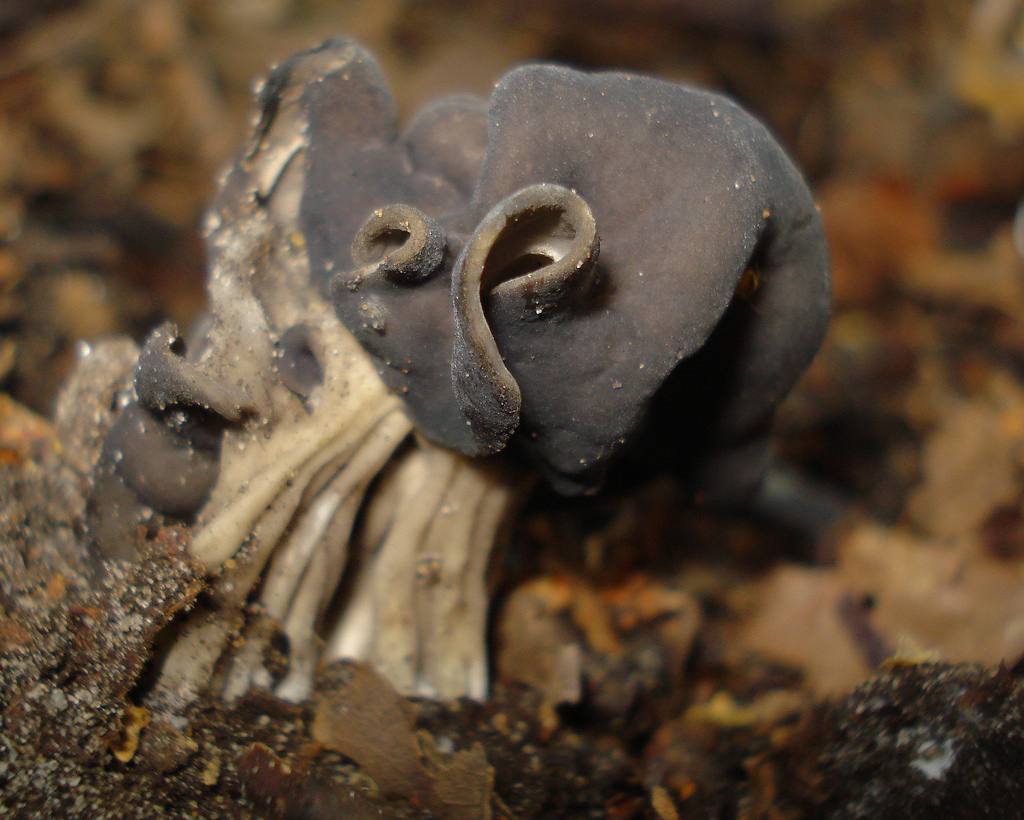
Helvella lacunosa
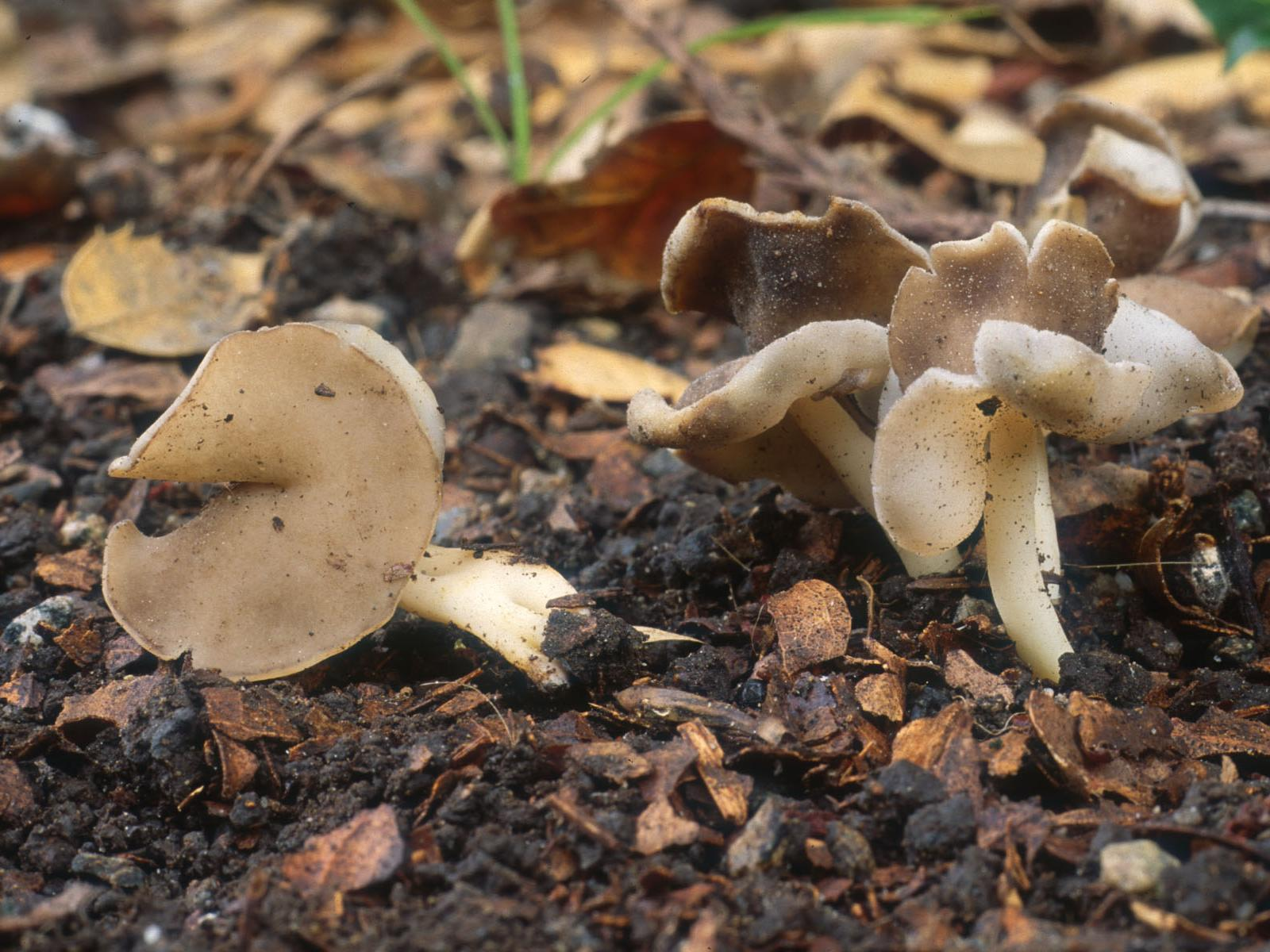
Helvella latispora
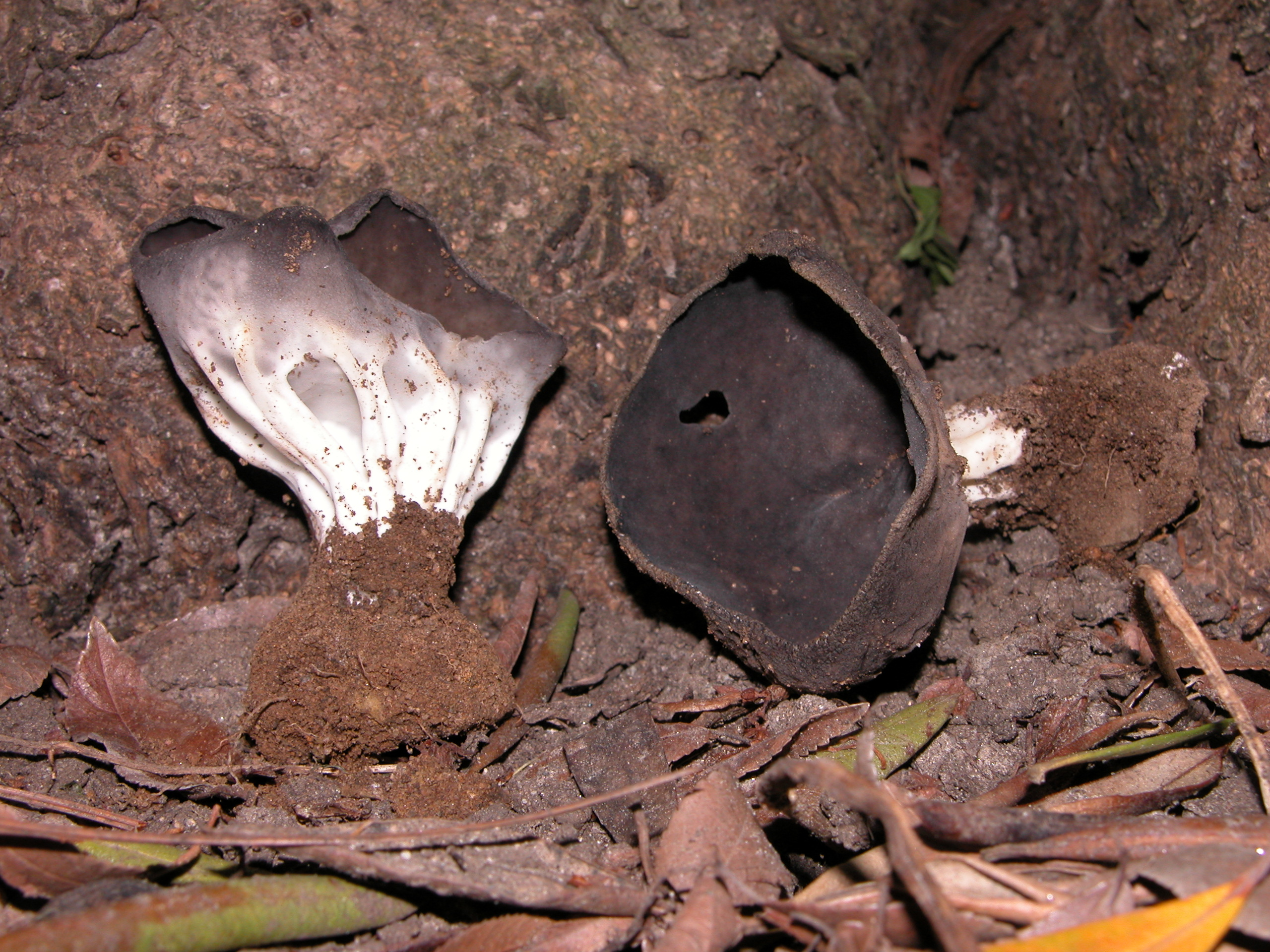
Helvella leucomelaena
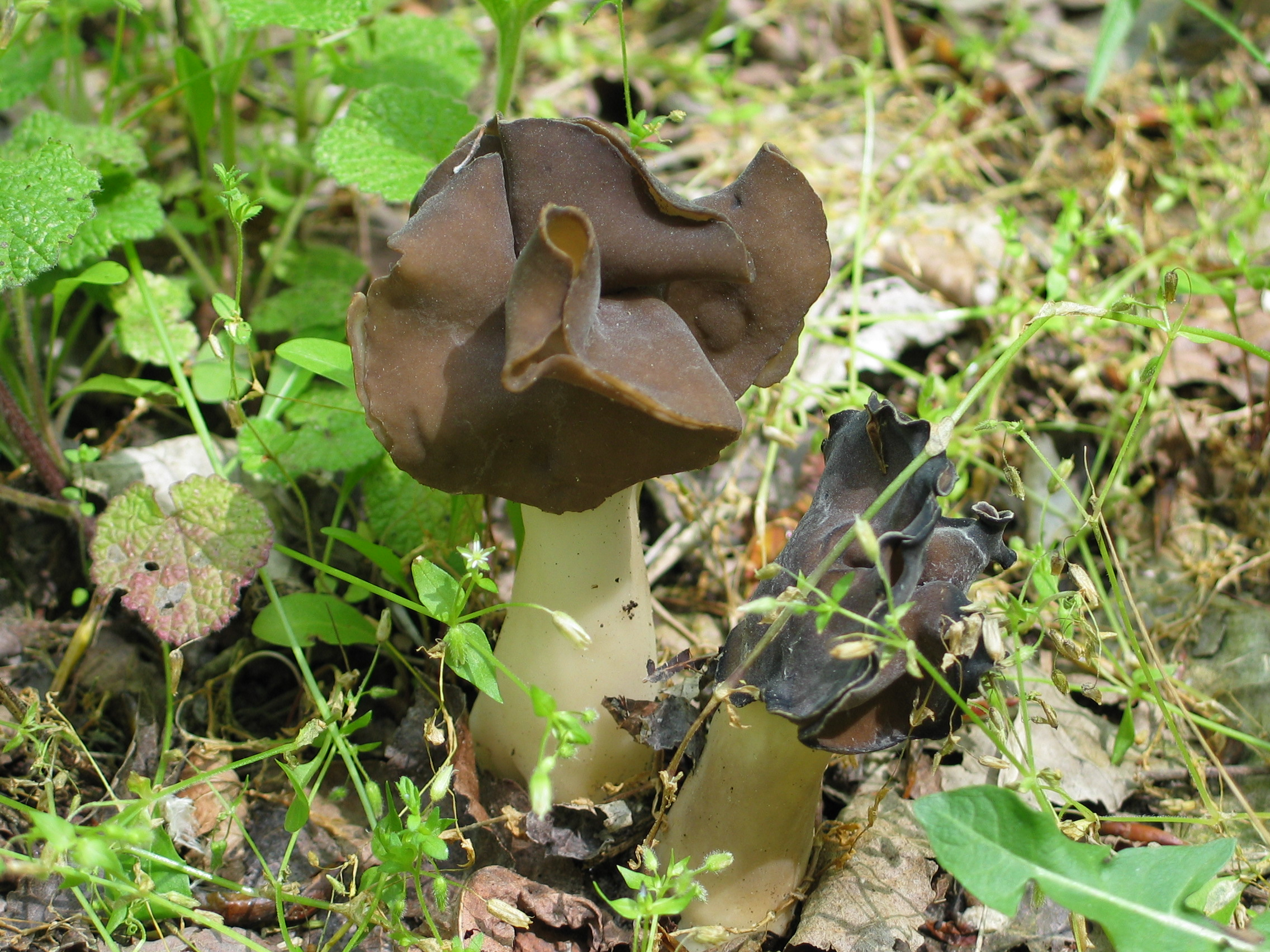
Helvella leucopus

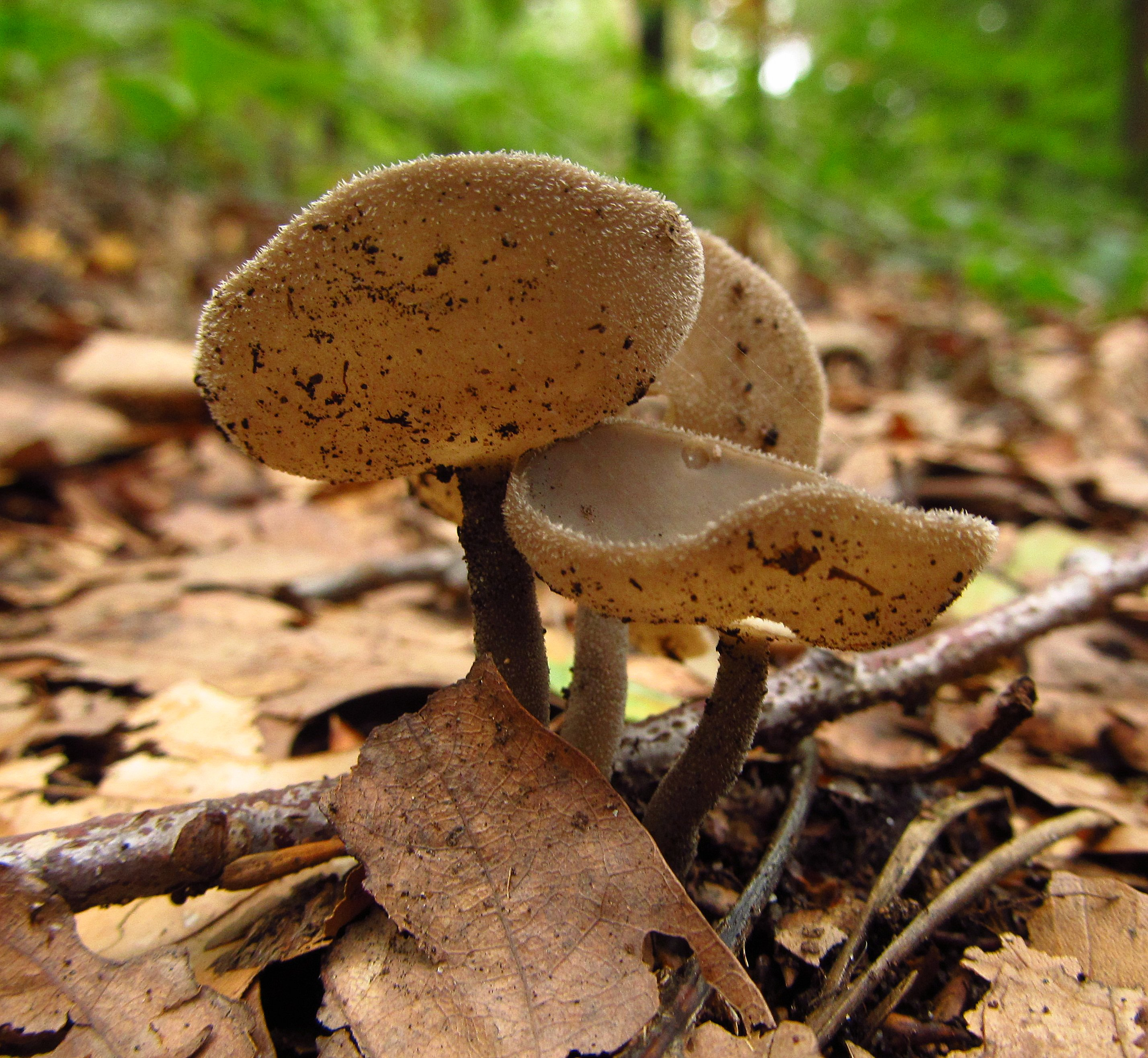
Helvella macropus
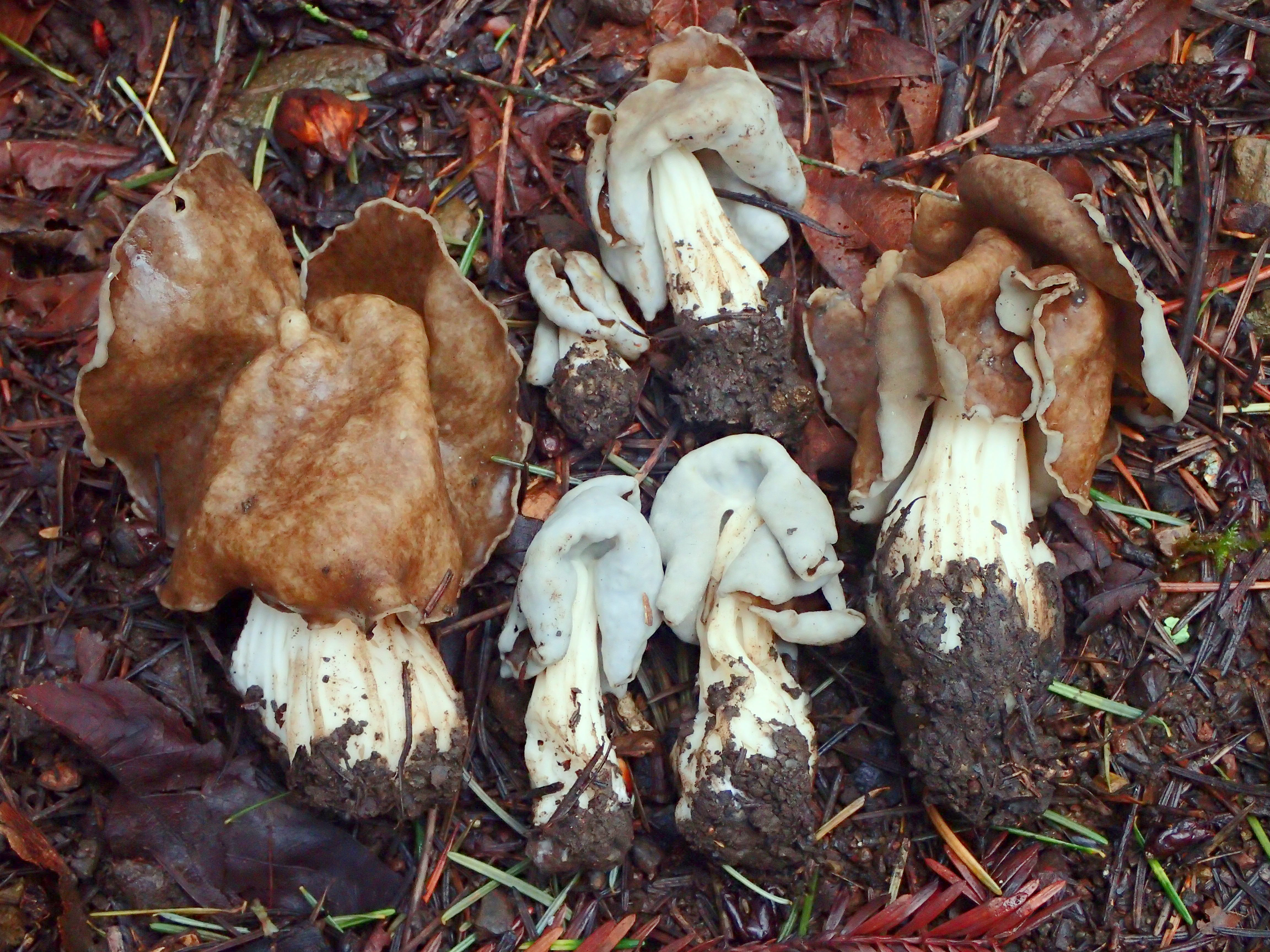
Helvella maculata
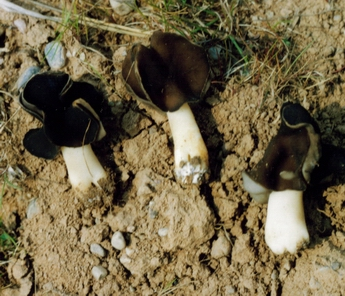
Helvella monachella
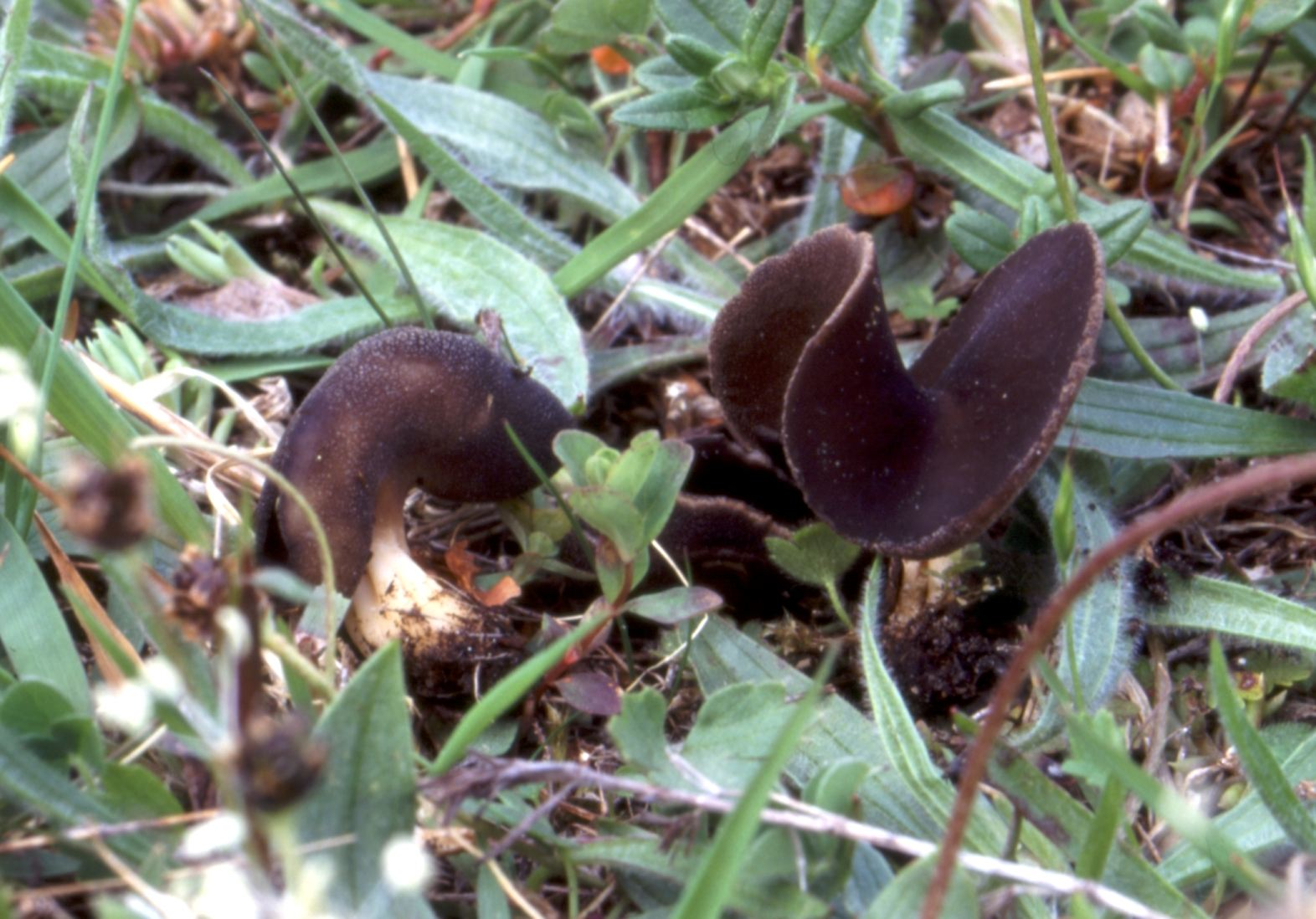
Helvella queletii
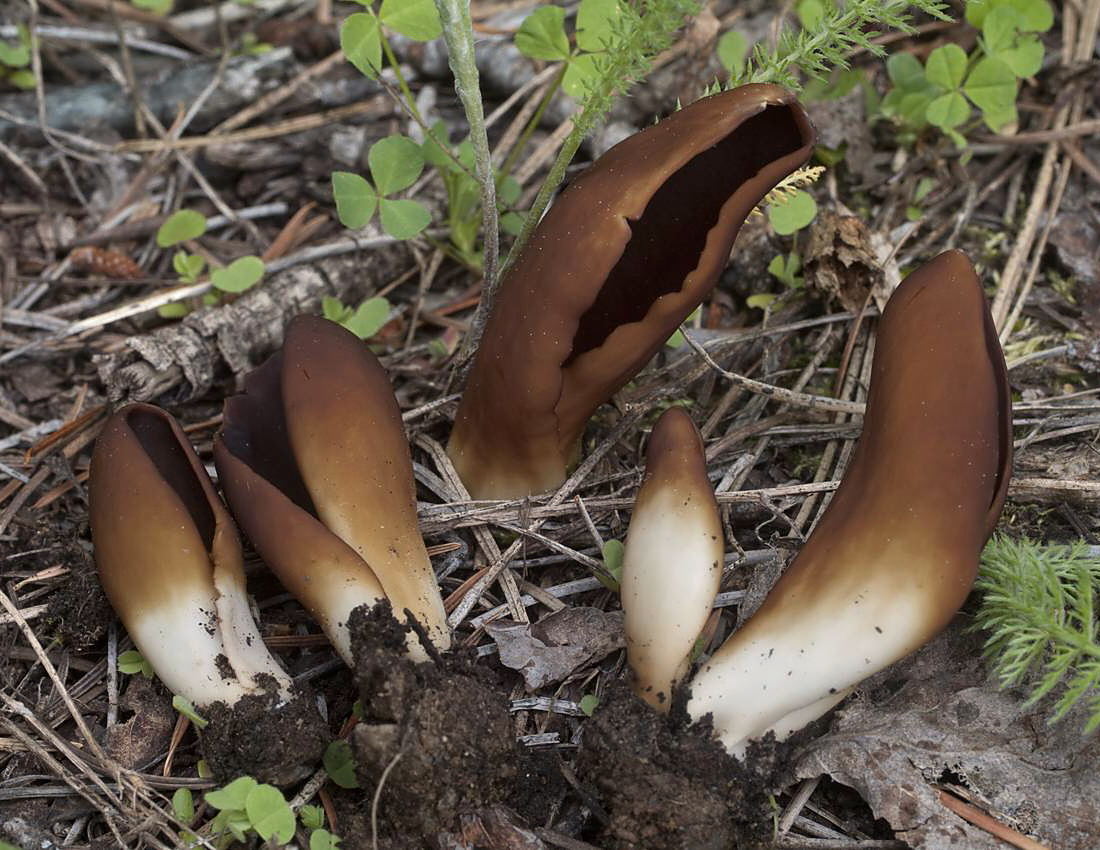
Helvella silvicola
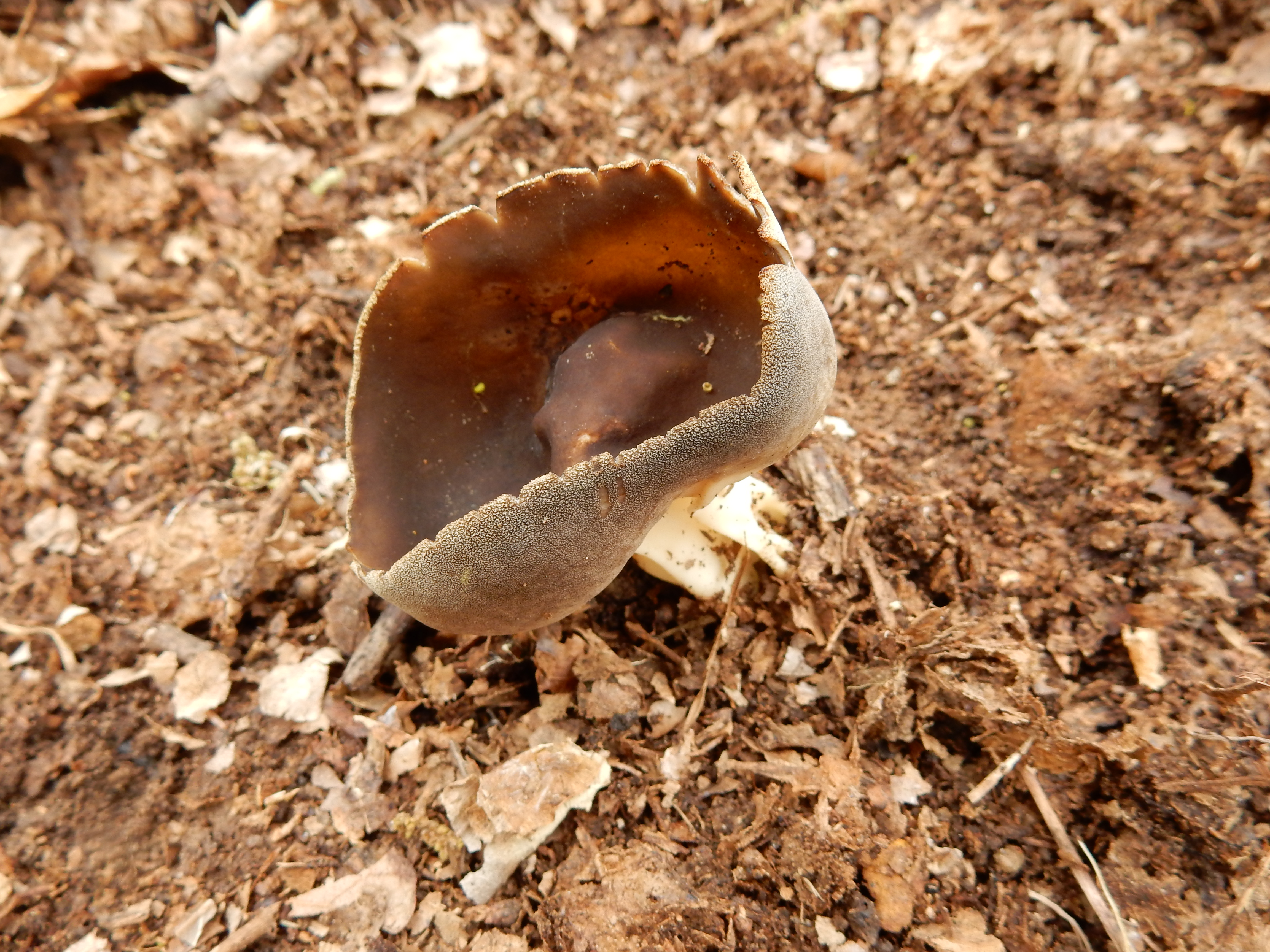
Helvella solitaria
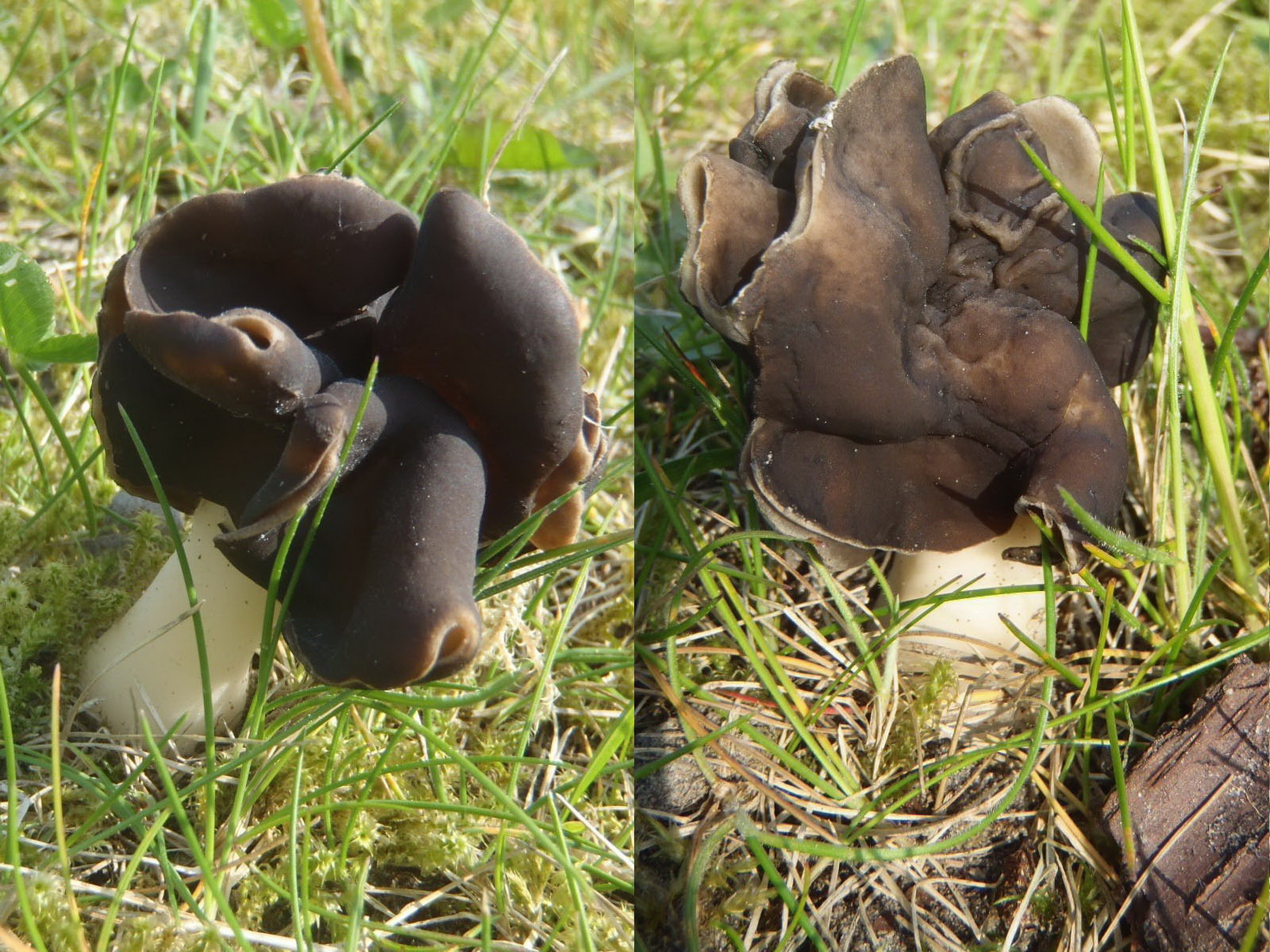
Helvella spadicea
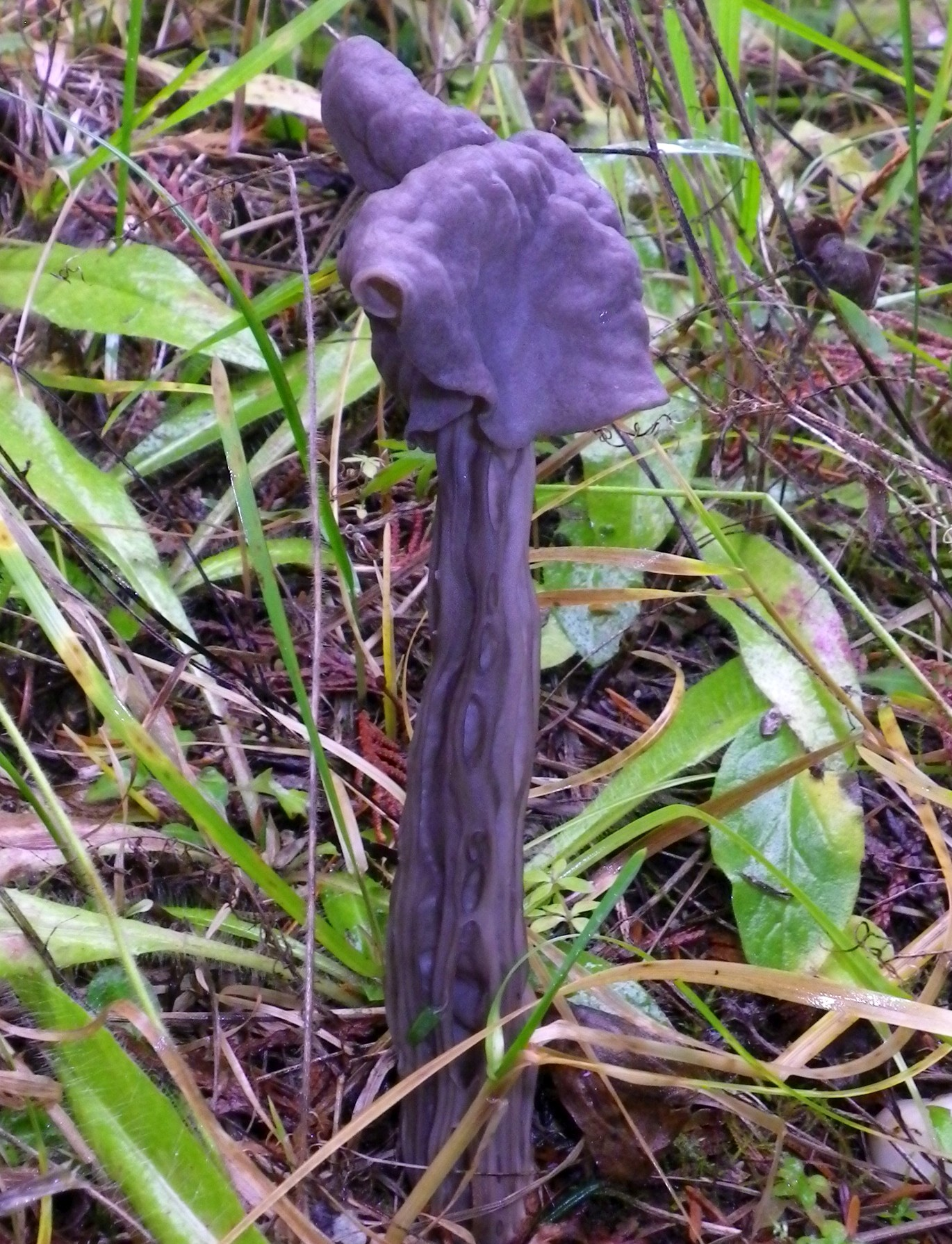
Helvella vespertina

## Bibiliografie
- Bruno Cetto, vol. 1-7
- Rose Marie Dähncke: „1200 Pilze in Farbfotos”, Editura AT Verlag, Aarau 2004, p. 526, ISBN 3-8289-1619-8
- J. E. și M. Lange: „BLV Bestimmungsbuch - Pilze”, Editura BLV Verlagsgesellschaft, München, Berna Viena 1977, ISBN 3-405-11568-2
- Hans E. Laux: „Der große Pilzführer, Editura Kosmos, Halberstadt 2001, p. 180-181, ISBN 978-3-440-14530-2
- Till E. Lohmeyer & Ute Künkele: „Pilze – bestimmen und sammeln”, Editura Parragon Books Ltd., Bath 2014, ISBN 978-1-4454-8404-4
- Meinhard Michael Moser: „Kleine Kryptogamenflora der Pilze - Partea a.: „ Höhere Phycomyceten und Ascomyceten”. Partea b: „Kleine Kryptogamenflora de Helmut Gams” Editura G. Fischer, Jena 1950